# Saint Lucia na Letnich Igrzyskach Olimpijskich Młodzieży 2010
Saint Lucia na Letnich Igrzyskach Olimpijskich Młodzieży w Singapurze w 2010 reprezentowało 5 sportowców w 4 dyscyplinach.

## Skład kadry

### Lekkoatletyka
| Zawodnik     | Dyscyplina            | Kwalifikacja | Kwalifikacja | Finał | Finał   |
| Zawodnik     | Dyscyplina            | Wynik        | Miejsce      | Wynik | Miejsce |
| ------------ | --------------------- | ------------ | ------------ | ----- | ------- |
| Rosen Daniel | bieg na 400m chłopców | DNF qD       | DNF qD       | DNS   | DNS     |

### Boks
- Lyndell Marcellin – kategoria poniżej 64 kg chłopców (5 miejsce)

### Żeglarstwo
| Zawodniczka      | Dyscyplina         | Wyścig | Wyścig | Wyścig | Wyścig | Wyścig | Wyścig | Wyścig | Wyścig | Wyścig | Wyścig | Wyścig | Wyścig | Punkty | Miejsce |
| Zawodniczka      | Dyscyplina         | 1      | 2      | 3      | 4      | 5      | 6      | 7      | 8      | 9      | 10     | 11     | M*     | Punkty | Miejsce |
| ---------------- | ------------------ | ------ | ------ | ------ | ------ | ------ | ------ | ------ | ------ | ------ | ------ | ------ | ------ | ------ | ------- |
| Stephanie Lovell | Byte CII dziewcząt | 9      | 23     | 26     | 24     | 23     | 20     | 23     | 24     | 28     | 10     | 22     | 24     | 202    | 23      |

### Pływanie
- Julien Brice
  - 50m st. dowolnym chłopców – 25 miejsce (24.85)
  - 100m st. dowolnym chłopców – 41 miejsce (55.01)
- Siona Huxley
  - 50m st. dowolnym dziewcząt – 40 miejsce (28.81)
  - 100m st. grzbietowym dziewcząt – 13 miejsce (30.98)